# Karbolni kukmak
Karbolni kukmak (znanstveno ime Agaricus xanthodermus) je gliva iz rodu kukmakov (Agaricus).

## Značilnosti
Klobuk ima premer od 4 do 12 cm. Je popolnoma bele barve, kožica je svilnata, pogosto radialno razpokana, včasih prekrita z nežnimi luskami in je lahko na vrhu svetlo bež barve. Ob pritisku porumeni.
Lističi so tanki, sprva rožnate barve, kasneje se obarvajo v čokoladno rjavo.
Bet je visok do 10 cm. Popolnoma bel, tanek, v spodnjem delu gomoljast, pod pritiskom spremeni barvo v krom rumeno, včasih je znotraj votel. Obroček je viseč, razmeroma debel in kožnat, na spodnji strani kosmičasto natrgan.
Meso je belo, pri prerezu pa se obarva intenzivno rumeno, še posebej v dnišču beta. Ima neprijeten okus in vonj po fenolu (karbolu), med kuhanjem pa se še okrepi.

## Razširjenost in življenjski prostor
Razširjen je po vsemu svetu.
Raste v večjih skupinah od maja do oktobra kot gniloživka v listnatih in iglastih gozdovih, ob cestah in njihovih obcestnih goščavah, v parkih, vrtovih in na travnikih.

## Mikroskopske značilnosti
Trosni odtis je škrlatno rjave barve. Trosi so elipsaste oblike in merijo 5,5–6,5 x 3,5–4,5 μm.

## Podobne vrste
- travniški kukmak (Agaricus campestris)
- poljski kukmak (Agaricus arvensis)
- hostni kukmak (Agaricus sylvicola)
- rožnolistni kukmakovec (Leucoagaricus leucotithus)

## Uporabnost
Strupena. Vsebuje toksine, ki lahko povzročijo gastrointestinalni sindrom z hudimi želodčnimi težavami.